# Rudolf Krull
Rudolf Julius Carl Krull (* 22. Juni 1886 in Wollin; † 7. April 1961 in Hamburg-Eimsbüttel) war ein deutscher Verwaltungs- und Wirtschaftsjurist.

## Leben
Nach dem Abitur am Marienstiftsgymnasium in Stettin studierte Krull ab 1904 an der Ludwig-Maximilians-Universität München Rechtswissenschaften und Nationalökonomie. 1905 wurde er im Corps Isaria recipiert. Als Inaktiver wechselte er an die Königliche Universität zu Greifswald. Als Referendar im Oberlandesgerichtsbezirk Stettin wurde er 1907 an der Universität Greifswald zum Dr. iur. promoviert. 1913 folgte an der Albertus-Universität Königsberg die Promotion zum Dr. phil. Nach dem zweiten juristischen Staatsexamen  wurde er Regierungsassessor in Freystadt in Niederschlesien. Am Ersten Weltkrieg nahm er als Oberleutnant der Reserve und Flugzeugführer teil. Er erhielt das Eiserne Kreuz II. und I. Klasse. 1918 wurde er zum Landrat im ostpreußischen Kreis Niederung ernannt. Ab 1919 vertrat er Gumbinnen im Provinziallandtag der Provinz Ostpreußen. Er schied 1920 aus dem Staatsdienst aus und wurde kaufmännischer Direktor der Stettiner Oderwerke. Ende desselben Jahres wurde er als kaufmännischer Direktor der Deutsche Werft AG in Hamburg berufen. Krull saß im Aufsichtsrat der Gesellschaft für Automatische Telefonie in Hamburg.